# Solocisquama
Solocisquama es un género de peces que pertenece a la familia Ogcocephalidae, del orden Lophiiformes. Este género marino fue descrito por primera vez en 1999 por Margaret G. Bradbury.

## Especies
Especies reconocidas:
- Solocisquama carinata Bradbury, 1999
- Solocisquama erythrina C. H. Gilbert, 1905
- Solocisquama stellulata C. H. Gilbert, 1905

### Lectura recomendada
- Bradbury, Margaret G. 2003. Family Ogcocephalidae Jordan 1895: batfishes. Annotated Checklists of Fishes, no. 17. 1-17.
- Family Ogcocephalidae Jordan 1895: batfishes. Annotated Checklists of Fishes, no. 17. 2003.